# Desa Nangela (administrativ by i Indonesien, lat -6,80, long 108,47)
Desa Nangela är en administrativ by i Indonesien.   Den ligger i provinsen Jawa Barat, i den västra delen av landet, 190 km öster om huvudstaden Jakarta.